# The Day Before You Came
The Day Before You Came ist ein Song der schwedischen Pop-Gruppe ABBA. Geschrieben wurde er von Benny Andersson und Björn Ulvaeus, gesungen von Agnetha Fältskog. Im Oktober 1982 wurde das Stück mit der B-Seite Cassandra veröffentlicht.

## Entstehung und Aufnahme
The Day Before You Came sollte ursprünglich auf dem neunten Album der Band erscheinen. Die Aufnahmen hierfür begannen im Frühjahr 1982, wurden jedoch nicht weitergeführt, da die Band sich in der Auflösung befand. Stattdessen beschloss man, die neuen Aufnahmen als Singles und auf dem Album The Singles – The First 10 Years zu veröffentlichen. Die im Frühjahr aufgenommenen Lieder You Owe Me One, I Am the City und Just Like That waren im Gegensatz zu den Stücken auf dem Album The Visitors wieder fröhlicher, ebenso wie die im frühen August aufgenommenen Lieder Cassandra und Under Attack. Erst mit The Day Before You Came setzte man den düsteren Stil von The Visitors fort.
Das Lied wurde am 20. August 1982 unter dem Arbeitstitel Den Lidande Fågeln aufgenommen. Es war der einzige Song, bei dem kein echtes Schlagzeug, sondern ein Drumcomputer verwendet wurde. Björn Ulvaeus spielte Akustikgitarre, die jedoch kaum hörbar ist. In den Instrumentalpausen lieferte Anni-Frid Lyngstad opernhafte Einwürfe. Außerdem wurde von Åke Sundquist die Snare Drum beigesteuert.

## Inhalt
Die Ich-Erzählerin (der Text gibt keinerlei Hinweis auf das Geschlecht, aber das Lied wird von Agnetha Fältskog gesungen, und auch das Video legt nahe, dass es eine Frau ist) berichtet in dem Song von dem Tag, bevor sie jemanden kennenlernte, der ihr Leben verändert hat. Sie beschreibt diesen Tag ziemlich detailliert: den Weg zur Arbeit, den Arbeitstag inklusive Mittagspause und einem Hinweis, wie viel sie dabei geraucht hat, die Heimfahrt, das Abendessen, und was sie danach getan hat. 
Für jeden einzelnen Punkt verwendet sie dabei Formulierungen wie „ich muss … gemacht haben“ oder „ich bin sicher, dass …“. Dabei betont sie sowohl für das Mittagessen als für das Einschlafen am Abend, dass es geregnet haben muss. Während des Berichts bemerkt sie, dass der Tag genau nach dem üblichen Schema ablief und sie weder die Ziellosigkeit in ihrem Leben bemerkte, noch, dass sie traurig war.

### Deutung und Einstufung
Stephen Emms schreibt in einem Artikel für den Guardian von einer Überlagerung von Langeweile und Erhabenheit, Vergänglichkeit und Untergang, in der die Kraft des Liedes läge. Das Stück verbinde ein melancholisches Gefühl, sowohl in der Melodie als auch der Produktion, mit einem wehmütigen und nostalgischen Text. Er sieht eine fast nicht eingestandene Depression in dem Text, die sich in eine ergreifende Parabel über die Bedeutung des modernen Lebens verwandele. Für ihn weist der merkwürdig unpräzise Text zusammen mit dem Gefühl von Verlust in Agnetas Stimme und den allgegenwärtigen klagenden Synthesizern auf eine düstere Ahnung hin, die es sonst in der Popmusik nicht gebe. Eine Ahnung vom Ende der Gruppe.
Björn Ulvaeus erzählte, die Melodie des Liedes sei erzählerisch und schonungslos. Deren Eintönigkeit ließ ihn an ein Mädchen denken, das in Trübsinn lebte, bis ein Mann sie daraus befreite. Nun habe er sie verlassen, und ihr Leben sei wieder so, wie es vorher gewesen sein muss.

## Video
Das Musikvideo wurde am 21. September 1982 gedreht. Es besteht aus verschiedenen Szenen, in denen die Begegnung, das Flirten und die Kontaktaufnahme von einer Frau (Agnetha Fältskog) und einem Mann (Jonas Bergström) gezeigt werden. Darin ist unter anderem die Überfahrt über die östliche Årstabrücke bei Stockholm zu sehen sowie der Bahnhof in Tumba. Die Bühnenaufnahmen ab der dritten Strophe entstanden im Auditorium des Chinateatern in Stockholm.

## Hitparadenplatzierungen
Andersson und Ulvaeus hatten gehofft, sich mit dieser Single in den britischen Charts gut platzieren zu können. Das Lied kam jedoch nicht unter die ersten 30. In anderen europäischen Ländern wie Deutschland, Schweden, Norwegen und der Schweiz kam es unter die ersten fünf, in Finnland auf Platz 1.

## Coverversionen
- Die britische Gruppe Blancmange veröffentlichte 1984 eine Neuaufnahme des Liedes, die in einigen Ländern erfolgreicher als das Original war.
- Die Sängerin Andrea Wilke sang 1983 die deutsche Version Ich war zu lang’ allein.
- Die britische Sängerin Tanita Tikaram veröffentlichte ihre Version 1998.
- 2004 veröffentlichte Steven Wilson eine Version des Stücks als Single.
- Im Jahr 2006 erschien eine Version der schwedischen Mezzosopranistin Anne Sofie von Otter.

## Zitate
„Ich glaube, dass der Song von der Öffentlichkeit komplett missverstanden wurde oder dass es zu früh war. Es war so anders als alles, was wir gemacht hatten. (Originaltext: I think it was something that was completely misunderstood by the public or it was too early or something like that. It was so different from anything we've done [...])“

„[...] Das ist ein sehr bewegendes Stück [...] Es war sehr emotional, weil es der letzte ABBA-Song war, den wir je gemacht haben und es hat sich so angefühlt, als ob es jetzt vorbei wäre. Es ist so unglaublich von Agnetha vorgetragen. Es ist ein sehr spezieller Track.“